# Faurea discolor
Faurea discolor är en tvåhjärtbladig växtart som beskrevs av Friedrich Welwitsch. Faurea discolor ingår i släktet Faurea och familjen Proteaceae. Inga underarter finns listade i Catalogue of Life.